# صرد (جنس)
الدَّقْنَاش أو الصُّرَد أو النُّهَس أو الدَّغنَاش أو الدَّقْنَاس أو الدَّغناس أو الدُّقَيش أو الضُّرَّب (الاسم العلمي: Lanius) (بالإنجليزية: typical shrikes)‏، هو جنس من الطيور ينتمي إلى دقنوش (فصيلة: Laniidae) وتعرف الأنواع في أفريقيا ب «fiscals» .
- الدَّقْنَاش الثور ، Lanius bucephalus
- دقناش أكحل ، Lanius collurio
- صرد محمر الذنب ، Lanius isabellinus
- صرد أحمر الذيل ، Lanius phoenicuroides
- صرد بني ، Lanius cristatus
- صرد بورمي ، Lanius collurioides
- صرد إمين ، Lanius gubernator
- صرد سوزا ، Lanius souzae
- صرد كستنائي الظهر ، Lanius vittatus
- صرد طويل الذيل ، Lanius schach
- صرد رمادي الظهر ، Lanius tephronotus
- صرد الجبل ، Lanius validirostris
- دقناش صردي ، Lanius minor
- الصرد الامريكي ، Lanius ludovicianus
- صرد رمادي كبير ، Lanius excubitor
- دقناش رمادي جنوبي ، Lanius meridionalis
- صرد رمادي صيني ، Lanius sphenocercus
- صرد أفريقي رمادي الظهر ، Lanius excubitoroides
- صرد أفريقي طويل الذيل ، Lanius cabanisi
- صرد أفريقي تايتا ، Lanius dorsalis
- صرد صومالي ، Lanius somalicus
- صرد ماكينون ، Lanius mackinnoni
- صرد أفريقي شمالي ، Lanius humeralis
- صرد أفريقي جنوبي ، Lanius collaris
  - صرد يويهي ، Lanius collaris marwitzi
- صرد ساو تومي ، Lanius newtoni
- صرد أحمر القنة ، Lanius senator
- صرد مقنع ، Lanius nubicus